# Varjansaari
Varjansaari är en ö i Finland. Den ligger i sjön Vesijärvi och i kommunen Asikkala i den ekonomiska regionen  Lahtis ekonomiska region  och landskapet Päijänne-Tavastland, i den södra delen av landet, 110 km norr om huvudstaden Helsingfors. Öns area är 38,9 hektar och dess största längd är 1,1 kilometer i öst-västlig riktning.